# كلفن سميث (لاعب كرة قدم أمريكية)
كلفن سميث (بالإنجليزية: Kelvin Smith)‏ هو لاعب كرة قدم أمريكية أمريكي، ولد في 20 مارس 1984 في سبرينغ فالي في الولايات المتحدة.

## وصلات خارجية
- كلفن سميث على موقع مرجع كرة القدم المحترفة.كوم (الإنجليزية)
- كلفن سميث على موقع كلية كرة القدم في سبورتس رفرنس.كوم (الإنجليزية)